# Charles Yohane
Charles Yohane (né le 26 août 1973 à l'époque en Rhodésie, aujourd'hui au Zimbabwe et mort assassiné le 14 février 2022) est un joueur de football international zimbabwéen, qui évoluait au poste de milieu de terrain.

## Biographie

### Carrière en sélection
Avec l'équipe du Zimbabwe, il joue 23 matchs (pour un but inscrit) entre 1996 et 2007. Il figure dans le groupe des sélectionnés lors des CAN de 2004 et de 2006.

## Palmarès
Bidvest Wits
- Coupe d'Afrique du Sud :
  - Finaliste : 2005.